# 阿克塞尔·诺林
阿克塞尔·诺林（瑞典語：Axel Norling，1884年4月16日—1964年5月7日），瑞典男子体操运动员。他曾获得1908年夏季奥运会男子团体全能金牌和1912年夏季奥运会男子团体瑞典体操金牌。他的弟弟达尼埃尔同样也是体操选手。